# Thermal Oxide Reprocessing Plant
englisch Thermal Oxide Reprocessing Plant (Thorp) ‚Thermische Oxid-Wiederaufbereitungsanlage‘ war eine moderne Wiederaufarbeitungsanlage für nukleare Brennelemente.
Thorp wurde von der ehemaligen British Nuclear Fuels (BNFL) am Nuklearkomplex Standort Sellafield, Großbritannien in den frühen 1990er Jahren geplant, gebaut und später betrieben. Thorp war eine separate, neue Anlage, da am Standort seit den 1950er Jahren bereits die B 204 und die B 205 Anlagen erfolgreich in Betrieb waren, jedoch eine andere Radioprozesschemie verwendeten. 
Der Name bzw. die Bezeichnung der Anlage drückt aus, dass in der Anlage Uranoxid und Plutoniumoxid aus thermischen, kommerziellen Leistungsreaktoren, das heißt primär aus Leichtwasserreaktoren, für internationale Kunden aus der Energiewirtschaft aufgearbeitet wurde. Die Spaltprodukte wurden vom Spaltstoff abgetrennt und für die Lagerung bzw. Entsorgung konditioniert und verpackt.
Das Akronym wurde auch THORP geschrieben.

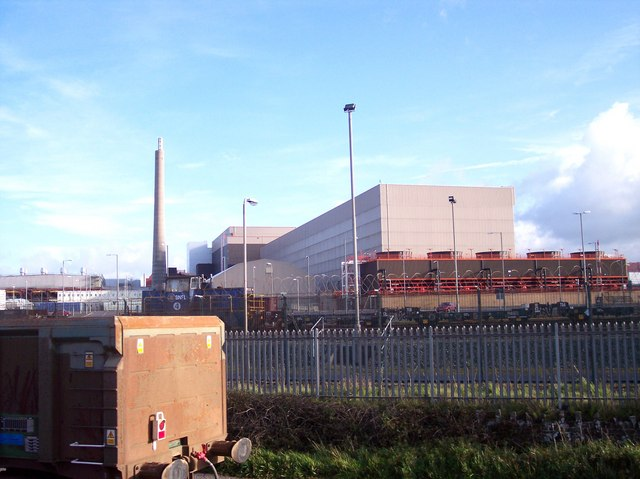
Thorp (2008)

## Verfahren
Die Anlage wurde für eine Kapazität von bis zu 1200 Tonnen Uran pro Jahr (abbrandabhängig) ausgelegt; dieser Durchsatz wurde aber bisher noch in keinem Jahr erreicht. Bis März 2005 wurden insgesamt etwa 5670 t verarbeitet.
Die Wiederaufarbeitung erfolgt nach dem PUREX-Verfahren mit folgenden Einzelschritten:
- Brennelementempfang und -lagerung
- Brennelementzerlegung und -auflösung in Salpetersäure
- Abtrennung der Spaltprodukte von den wiederverwendbaren Stoffen Uran / Plutonium
- Trennung von Uran und Plutonium
- Endreinigung von Uran und Plutonium und Konversion zu UO3 oder PuO2
- Abfallbehandlung und -lagerung

Die flüssigen hochradioaktiven Abfälle werden in der Anlage Windscale Vitrification Plant (WVP) verglast.
In der Sellafield MOX Plant (SMP), einem anderen Gebäudekomplex neben Thorp, wurde das aufgearbeitete Plutoniumoxid zu frischen MOX-Brennelementen für Leichtwasserreaktoren verarbeitet. Die SMP wurde 2011, einige Monate nach der Nuklearkatastrophe von Fukushima, geschlossen.

## Geschichte der Anlage
Die erste Anlage zur Wiederaufarbeitung in Sellafield hatte eine rein militärische Zielsetzung: Seit den 1950er Jahren wurde das in den beiden Windscale-Reaktoren erzeugte Waffen-Plutonium dort im Nachgang für den Einsatz in Kernwaffen zur weiteren Verarbeitung separiert. 1964 dann wurde die Anlage B 205 für Brennelemente der britischen Magnox-Reaktoren und später AGR-Reaktoren in Betrieb genommen.
In den Jahren 1969 bis 1973 wurden dann Teile der ersten und zweiten Anlage verändert (B 204 als Head-end für B 205), um die Wiederaufarbeitung oxidische Brennelemente zu erproben. Aufgrund eines kerntechnischen Unfalls aus dem Jahr 1973 wurde ab diesem Zeitpunkt die Anlage nur für Forschung und Entwicklung betrieben.
Ab den 1980er Jahren wurde schließlich die Anlage Thorp gebaut. Thorp galt als eines der größten Bauprojekte am Standort Sellafield in den 1980er Jahren. Im Gegensatz zur älteren Wiederaufarbeitungsanlage B 205, die für die nicht lange lagerfähigen Brennelemente britischer Reaktoren vorgesehen war, wurde Thorp aus rein kommerziellen Überlegungen heraus für britische und ausländische Kunden gebaut.
Bis in das Jahr 2018 wurde durch Thorp die Wiederaufbereitung von ausländischen Brennelementen bedient und schließlich beendet. Zu den Kunden zählten Italien, Japan, Schweiz, Deutschland und die Niederlande. Für den Transport und Rücktransport ist die Nuclear Transport Solutions (NTS) (vgl. auch die Direct Rail Services (DRS)) zuständig. Sie gehört zur NDA.
Der Betrieb von Thorp wurde nach 24 Jahren in dem Jahr 2008 eingestellt. Über 9.000 t verbrauchter Kernbrennstoff wurden wiederaufgearbeitet und damit ca. 9 Milliarden Pfund Umsatz generiert.

### Speicherung von verbrauchtem Kernbrennstoff
Bis in das Jahr 2070 soll Thorp für die Lagerung (siehe auch Abklingbecken) von Brennelemente genutzt werden.

## Geschichte der Wiederaufarbeitung deutscher Brennelemente
Thorp war eine große Wiederaufarbeitungsanlage mit hoher Kapazität für verbrauchte Brennelemente die 1994 ihren Betrieb aufnahm. In Deutschland gab es keine vergleichbare Anlage. Die Wiederaufarbeitungsanlage Karlsruhe war als Prototyp konzipiert. Der Bau und Betrieb der Wiederaufarbeitungsanlage Wackersdorf wurde von massiven Protesten eines Teils der Bevölkerung begleitet und 1989 eingestellt.
Ende 1994 kündigten die beiden deutschen Energiekonzerne RWE und Bayernwerk bereits abgeschlossene Verträge über die Wiederaufarbeitung ihrer Brennelemente in Thorp. Der Abnahmevertrag mit der französischen Anlage in La Hague wurde nicht verlängert. Sie begründeten beide Schritte mit Kostennachteilen („Uran ist auf dem Weltmarkt billig zu haben, die Wiederaufarbeitung ist sehr teuer“). In Thorp entfielen durch diese Kündigung Aufarbeitungsaufträge über insgesamt 550 Tonnen, rund 20 Prozent der Thorp-Aufträge für die Jahre 2004 bis 2014. Die Thorp-Manager hatten ursprünglich kalkuliert, vom Jahr 2004 an Gewinn machen zu können.
Die rot-grüne Koalition (1998–2005) war grundsätzlich gegen die Wiederaufarbeitung („Plutoniumwirtschaft“); sie drängte die Atomkonzerne zu einem Verzicht darauf.
Deutschland liefert seit einer politischen Entscheidung – Atomkonsens vom Sommer 2000, umgesetzt 2002 in einer Atomgesetz-Novelle – seit Mitte 2005 keine abgebrannten Brennelemente mehr zur Wiederaufarbeitung und nimmt sämtliche Abfälle zurück. Die MOX-Brennelemente, die von einzelnen AKW-Betreibern bis ca. 2018 bezogen wurden, stammten noch aus vor diesem Entscheid geschlossenen Verträgen.

## Vorfälle
Am 19. April 2005 wurde auf dem Thorp-Betriebsgelände bemerkt, dass im Lauf mehrerer Monate etwa 90.000 Liter plutonium-haltige Flüssigkeit ausgelaufen war. Bedienungspersonal hatte erstmals im August 2004 bemerkt, dass mehr Flüssigkeit in die Anlage hineinging als wieder herauskam; das Leck blieb aber bis 2005 unentdeckt. Es gelangte angeblich keine Radioaktivität in die Umwelt; der Unfall wurde mit INES 3 eingestuft. Im Januar 2007 erhielt Thorp die Genehmigung, wieder in Betrieb zu gehen.

### Fachartikel
- S. E. Beaty: THE THORP PROJECT - AN OVERVIEW. In: Energy & Environment. Band 6, Nr. 4, 1995, S. 383–389, JSTOR:43734282 (englisch).
- BNFL: DES TECHNOLOGIES DE RÉFÉRENCE MONDIALE. La Recherche ; BNFL, 2000 (französisch).

### Fachbücher
- Volume 2: Fuel cycle (= W. Marshall [Hrsg.]: Nuclear power technology. 2 v. 3). Clarendon Press ; Oxford University Press, Oxford 1983 (englisch, archive.org).
- P. D. Wilson (Hrsg.): The Nuclear Fuel Cycle: From Ore to Wastes (= Oxford Science Publications). Oxford University Press, Oxford ; New York 1996, ISBN 978-0-19-856540-6 (oup.com).

### Videos
- https://www.youtube.com/@sellafieldsites:+#ThanksThorp: Construction auf YouTube, abgerufen am 19. Juni 2023 (englisch).
- https://www.youtube.com/@sellafieldsites:+Thorp auf YouTube, abgerufen am 14. Juli 2023 (englisch).